# 阿斯塔納中央清真寺
中央清真寺（哈萨克语：Астана Лаласыный ОрталыЛ мешіті；俄语：Центральная мечеть Астаны）是哈萨克斯坦阿斯塔納的一座清真寺。它是中亚最大的清真寺，西亚以外第二大清真寺，也是世界第七大清真寺。

## 建築
清真寺的穹頂是世界上同类圆顶中最大的。穹顶高约83.2米，直径62米。周围的四个宣礼塔高130米，由五部分组成，象征穆斯林念、拜、课、斋、朝五功。左翼的一座塔楼已向公众开放。客人可以乘坐电梯上去欣赏城市美景。
清真寺的大门被认为是世界上最高的木门之一，高12.4米，重一吨半。该材料由生长在热带非洲的硬绿柄桑木制成。门上饰有哈萨克图案，外墙有蓝底白色阿拉伯文字。
清真寺的内门高12米，窗户由手工制作的彩色玻璃制成，饰有色彩缤纷的装饰品。
清真寺的墙壁和圆顶内部装饰着色彩缤纷的图案、《古兰经》的经文和祈祷文。阿拉伯书法由哈萨克大师Asylbek Baizakuly绘制。
朝向朝拜一侧的墙壁上刻有安拉的 99 个名字，从内部发出金色的光芒。马赛克墙长100米，高22.4米，由2500万块不同颜色的玻璃组成。
大厅和妇女祈祷区都铺满了哈萨克装饰地毯。地毯总面积达15,525平方米，是世界上最大的手工地毯。